# István Major
István Major (ur. 20 maja 1949 w Budapeszcie, zm. 5 maja 2014 w Courtice) – węgierski lekkoatleta, skoczek wzwyż. 

## Osiągnięcia
- 4 medale halowych mistrzostw Europy:
  - Sofia 1971 – złoto
  - Grenoble 1972 – złoto
  - Rotterdam 1973 – złoto
  - Göteborg 1974 – srebro
- 6. miejsce podczas igrzysk olimpijskich (Monachium 1972)
- 2 srebrne medale Uniwersjady (Moskwa 1973 & Rzym 1975)
- 6 tytułów mistrza Węgier
- wielokrotny rekordzista kraju[1]

Major odnosił również sukcesy w kategorii weteranów, m.in. w 1990 zdobył złoty medal mistrzostw Europy w kategorii powyżej 40 roku życia. Jego syn – Nimród również uprawia skok wzwyż.

## Rekordy życiowe
- Skok wzwyż (stadion) – 2,24 (1973)
- Skok wzwyż (hala) – 2,24 m (1972)